# Thomas Nord

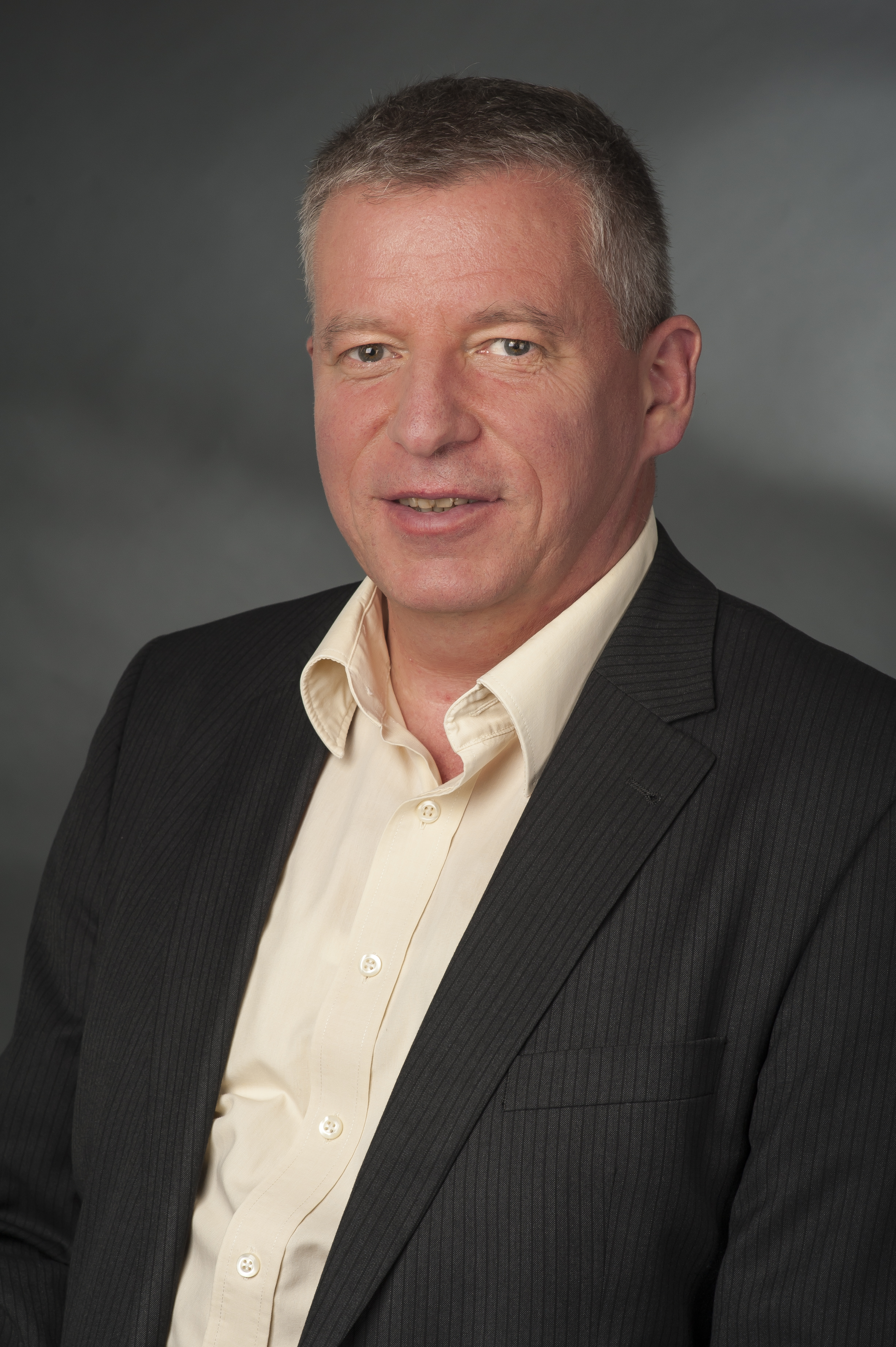
Thomas Nord (2014)

Thomas Hans Nord (* 19. Oktober 1957 in Berlin) ist ein ehemaliger deutscher Politiker (PDS/Die Linke). Von 2005 bis 2012 war er Landesvorsitzender der PDS in Brandenburg. Von 2009 bis 2021 war er Mitglied des Bundestages, von 2012 bis 2021 Mitglied des Bundesvorstandes der Linkspartei und von Mai 2014 bis Juni 2018 deren Bundesschatzmeister. Er war inoffizieller Mitarbeiter der DDR-Staatssicherheit.

## Leben
Nord wuchs in Ost-Berlin auf und absolvierte nach dem Abschluss an der Polytechnischen Oberschule eine Ausbildung zum Maschinen- und Anlagenmonteur. Von 1976 bis 1980 leistete er seinen Wehrdienst bei der Volksmarine der DDR als Unteroffizier. Anschließend war er vier Jahre als Jugendklubleiter im Prenzlauer Berg tätig und studierte an der Fachschule „Martin Andersen Nexö“ Kulturwissenschaften. Ab 1984 arbeitete Nord hauptamtlich bei der Freien Deutschen Jugend (FDJ) als Sekretär für Kultur und Sport, später als 2. Sekretär der FDJ-Kreisleitung in Berlin-Prenzlauer Berg.
Nach der friedlichen Revolution in der DDR von 1989 wurde Thomas Nord Kreisvorsitzender der PDS im Prenzlauer Berg und 1991 Landesgeschäftsführer der Partei in Berlin. Im Jahr darauf beendete er seine hauptamtliche Tätigkeit und wurde Angestellter in einer Druckerei. 1993 wurde er ehrenamtlich stellvertretender Landesvorsitzender der Berliner PDS. Er organisierte 1994 den Wahlkampf von Stefan Heym, dessen Mitarbeiter er ab 1995 war. Nach Heyms Ausscheiden aus dem Bundestag wurde Nord Mitarbeiter der PDS-Bundestagsgruppe. Von 1999 bis 2002 arbeitete er als Wahlkreismitarbeiter des Bundestagsabgeordneten Wolfgang Gehrcke. Nach der Wahlniederlage der PDS im Jahr 2002 wurde Thomas Nord Landesgeschäftsführer der PDS in Brandenburg und 2005 Landesvorsitzender. 2009 kandidierte er für den Deutschen Bundestag im Wahlkreis 63, den er direkt mit 32,3 % gewann. Bei den Bundestagswahlen 2013 unterlag Nord gegen den früheren Oberbürgermeister von Frankfurt (Oder) Martin Patzelt (CDU), wurde aber über die Landesliste Brandenburg in den 18. Bundestag gewählt. Auch bei der Bundestagswahl 2017 wurde er wieder über die Landesliste in den Bundestag gewählt.

## Familie
Thomas Nord ist mit der ehemaligen Berliner Sozialsenatorin Elke Breitenbach verheiratet, er hat zwei Töchter aus einer früheren Ehe.

## Politik

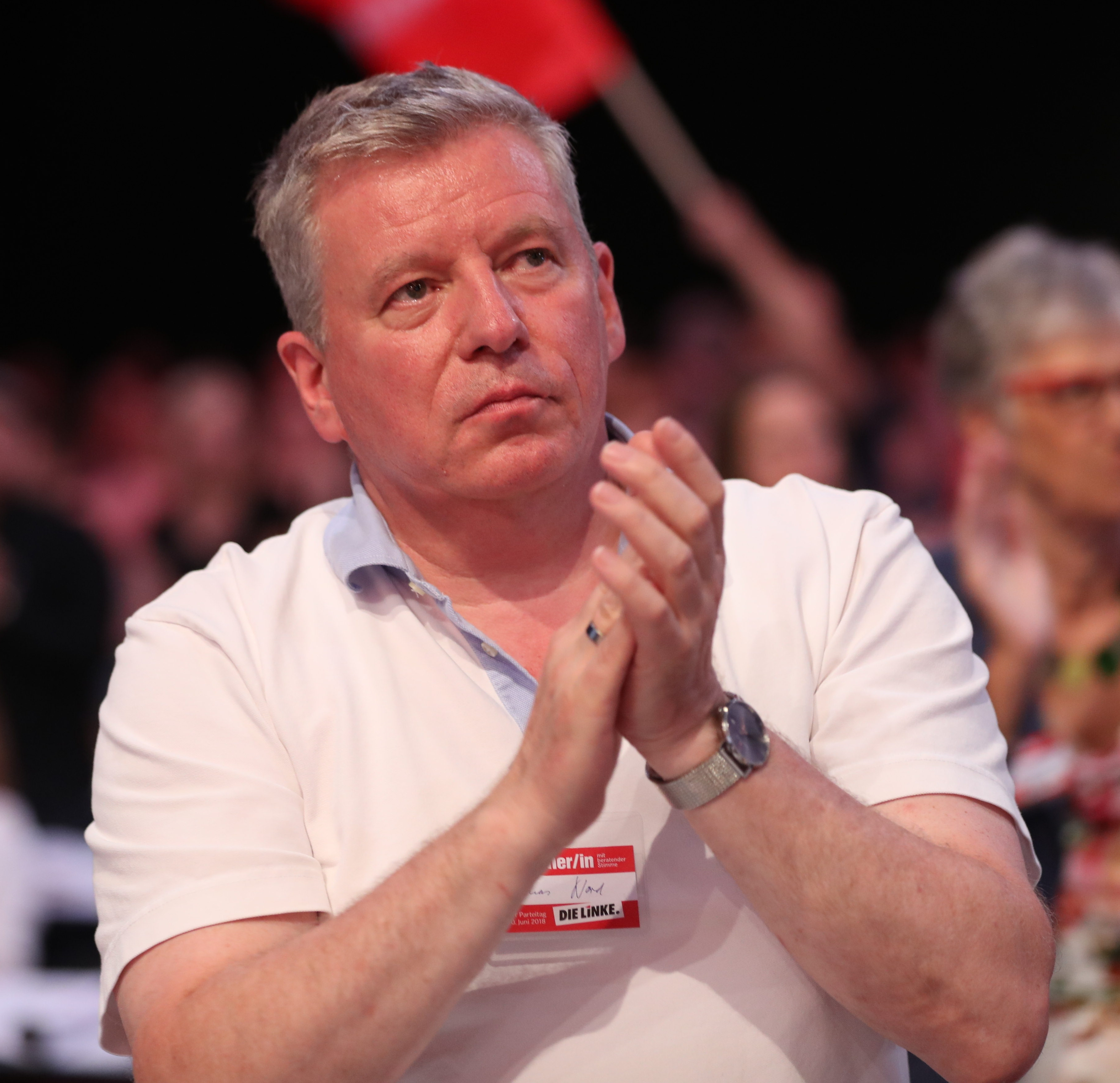
Nord auf dem Bundesparteitag 2018 in Leipzig

Thomas Nord wurde 1976 Mitglied der SED und übte bis 1984 ehrenamtliche Funktionen aus. Im selben Jahr folgte seine Berufung in die FDJ-Kreisleitung, als hauptamtlicher Funktionär des Jugendverbandes und der Partei.
1998 engagierte sich Nord ehrenamtlich für die Erfurter Erklärung – „Aufstehen für eine andere Politik“. 1999 begann Nords Engagement in Brandenburg. Nach ehrenamtlichen Funktionen in der Ostprignitz wurde er 2003 Landesgeschäftsführer der PDS und setzte dort eine Parteireform durch. 2005 wurde er Landesvorsitzender und Wahlkampfleiter seiner Partei. Nord war Mitglied der Delegation seiner Partei bei den Sondierungsgesprächen mit der SPD nach den Landtagswahlen 2004. 2009 leitete er als Landesvorsitzender die Verhandlungsdelegation von Die Linke zur Ausarbeitung des Koalitionsvertrages mit der SPD Brandenburg. Gemeinsam mit Kerstin Kaiser, Matthias Platzeck und Günter Baaske unterzeichnete er den Koalitionsvertrag für die rot-rote Koalition.
Auf dem Göttinger Parteitag 2012 wurde Nord in den Bundesvorstand gewählt. Im Oktober 2017 wurde Nord zum Kreisvorsitzenden der Linken in Frankfurt (Oder) gewählt.

## Abgeordneter des Deutschen Bundestages
Nord war seit 2009 Abgeordneter im Deutschen Bundestag. Er arbeitete dort im Ausschuss für die Angelegenheiten der Europäischen Union und war stellvertretendes Mitglied im Ausschuss für Kultur und Medien sowie im Verteidigungsausschuss. Zudem war er für die Linksfraktion stellvertretender Vorsitzender der deutsch-polnischen und der deutsch-französischen Parlamentariergruppe. 2013 kandidierte er im Wahlkreis Frankfurt (Oder)/Landkreis Oder-Spree erneut als Direktkandidat für Die Linke und war auf der Landesliste der Partei auf Platz 2 aufgestellt.
Am 26. November 2016 wurde er von der Delegiertenversammlung der Linkspartei Brandenburg auf den zweiten Platz der Landesliste für die Bundestagswahl 2017 gewählt.
2017 zog er erneut in den Bundestag ein. In der 19. Wahlperiode war er Ordentliches Mitglied im Ausschuss für die Angelegenheiten der Europäischen Union und Stellvertretendes Mitglied der Deutsch-Französische Parlamentarische Versammlung.
Zur Bundestagswahl 2021 kandidierte Nord nicht erneut.

## Inoffizieller Mitarbeiter der DDR-Staatssicherheit
Nord arbeitete ab 1983 als Inoffizieller Mitarbeiter für das Ministerium für Staatssicherheit. Bereits während seiner vierjährigen Armeezeit bei der Volksmarine verriet er die Fluchtabsichten eines Matrosen. Als Jugendklubleiter gab er später reihenweise Informationen über Kollegen und Jugendliche weiter. Unter anderem bezichtigte er einen Teil seiner Kollegen, „keinen klaren Klassenstandpunkt“ zu haben. Bei einer Jugendlichen meldete er: sie „tritt aktiv gegen die Wehrbereitschaft der Abiturienten auf.“
Im März 1990 machte Nord seine Arbeit als Inoffizieller Mitarbeiter im Zusammenhang mit den Kommunalwahlen in Berlin öffentlich. „Ich war aus politischer Überzeugung inoffizieller Mitarbeiter des MfS.“ Nord spricht auch von einem persönlichen Versagen. „Seit diesem Zeitpunkt habe ich bei jeder Kandidatur für ein Amt oder Mandat auf diesen Teil meiner Biografie aufmerksam gemacht.“ Nords Vergangenheit wurde von den Medien im Zuge seiner politischen Karriere mehrfach kritisch beleuchtet.
Am 25. Februar 2010 beantragte die Bundestagsfraktion der CDU/CSU nach einer aktuellen Stunde ein Überprüfungsverfahren nach Nummer 3 der „Absprache zur Durchführung der Richtlinien gemäß §44c AbgG“. SPD und FDP schlossen sich dem Antrag an. Die Fraktion der Grünen stellte den Erkenntnisgewinn des Verfahrens in Frage. Am 24. Februar 2011 folgte die Anhörung des Abgeordneten Thomas Nord. Am 30. Juni 2011 hat der Ausschuss für Wahlprüfung, Immunität und Geschäftsordnung das Überprüfungsverfahren abgeschlossen. Die Überprüfung ergab eine erwiesene Tätigkeit des Abgeordneten für das MfS.
Es heißt in dem Bericht: „Nord wurde während seiner Zeit bei der Volksmarine erstmalig angesprochen und 1984 vom Ministerium für Staatssicherheit angeworben. Aus diesen Unterlagen ergibt sich, dass das MfS 1977 auf Herrn Nord aufmerksam wurde, der von 1976 bis 1980 einen freiwilligen vierjährigen Wehrdienst bei der Volksmarine der DDR ableistete. Laut einem Aktenvermerk eines Leutnants aus dem Jahre 1982 kam es von September 1978 bis zum Oktober 1980 zu einer „Kontaktierung“ von Herrn Nord. Er unterzeichnete aus politischer Überzeugung eine Verpflichtungserklärung für die Stasi und arbeitete unter dem Decknamen Marc Schindler.“
Als Jugendklubleiter in Berlin Prenzlauer Berg berichtete er über Jugendliche und Kollegen, die sich kritisch über die DDR äußerten. Mit Beschluss vom 28. Februar 1984 wurde die IM-Vorlaufakte archiviert und Nord als GMS (Gesellschaftlicher Mitarbeiter Sicherheit) verpflichtet und blieb dies bis zur politischen Wende in der DDR 1989.
Der Ausschuss für Wahlprüfung schloss wie Nord selbst auch, eine schädigende Wirkung für Betroffene nicht aus. „In der Untersuchung des Ausschusses konnten aber keine konkreten Anhaltspunkte dafür festgestellt werden, dass der Abgeordnete Thomas Nord durch seine Tätigkeit für das MfS andere Personen unmittelbar geschädigt hat.“